# أوسكار أهومادا
أوسكار أهومادا (بالإسبانية: Oscar Ahumada) هو لاعب كرة قدم أرجنتيني في مركز الوسط، ولد في 31 أغسطس 1982 في مدينة زاراتي، بوينس آيرس في الأرجنتين. شارك مع منتخب الأرجنتين تحت 20 سنة لكرة القدم ومنتخب الأرجنتين لكرة القدم. أما مع النوادي، فقد لعب مع تيبورونيس روخوس دي فيراكروز وريفر بليت ونادي روستوف ونادي فولفسبورغ.

## وصلات خارجية
- أوسكار أهومادا على موقع الاتحاد الدولي (مؤرشف)  (الإنجليزية)
- أوسكار أهومادا على موقع قاعدة بيانات كرة القدم.إي يو (الإنجليزية)
- أوسكار أهومادا على موقع بيانات كرة القدم. دي إي (الألمانية)
- أوسكار أهومادا على موقع ناشيونال فوتبول تيمز (الإنجليزية)
- أوسكار أهومادا على موقع Soccerway.com (الإنجليزية)
- أوسكار أهومادا على موقع عالم كرة القدم.نت (الإنجليزية)